# Moulin d'Andé
Pour les articles homonymes, voir moulin (homonymie).
Le moulin d'Andé est un moulin des XVe et XVIIIe siècles, de type dit à roue pendante, situé à Andé, dans le département de l'Eure en région Normandie. Il s'agit de l'un des derniers exemples de ce type de construction non seulement en France, mais également en Europe occidentale. L'édifice, transformé en  centre culturel au milieu du XXe siècle par Suzanne Lipinska, fait l'objet d'une inscription  au titre des Monuments historiques par un arrêté du 6 février 1995 et d'un classement par arrêté du 12 octobre 1995. Quant au parc qui l'entoure, il fait l'objet d'une inscription au titre des Monuments historiques par arrêté du 16 mai 2008.

## Localisation
Le moulin d'Andé se situe sur le territoire de la commune d'Andé, dans le nord-est du département de l'Eure, au sein de la région naturelle de la vallée de la Seine. Il s'élève au nord du bourg, au-dessus d'un bras de la Seine.

## Histoire

### Moulin (duXVeau milieu duXXesiècle)

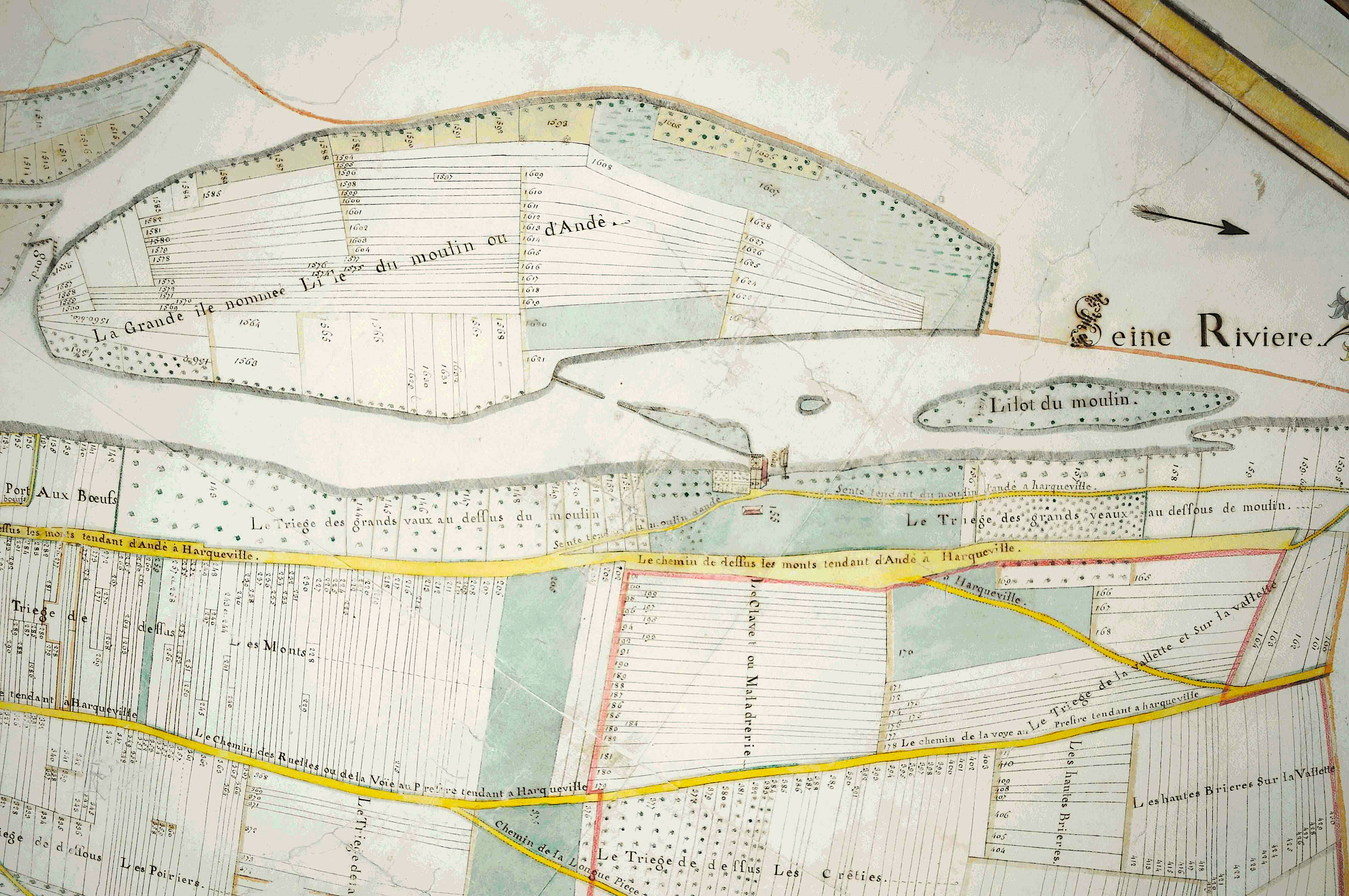
Extrait du plan parcellaire de la seigneurie d'Andé, représentant l'îlot du Moulin. (1752). Archives départementales de l'Eure. Cote- 2 PL 9 (2 PL 9)

La présence d'un moulin à cet emplacement est possible dès le XIIe siècle. Propriété seigneuriale, ce moulin a alors vraisemblablement pour fonction d’approvisionner [En quoi ?] la garnison de Château Gaillard,.
Toutefois, son existence n'est véritablement attestée qu'au début du XVe siècle dans des archives [Lesquelles ?]. Une description précise en est faite dans un bail de 1691. 
Le moulin, tel qu'il apparaît aujourd'hui, date du milieu du XVIIIe siècle, mais les deux piles sur lesquelles il s'appuie sont beaucoup plus anciennes puisqu'elles remontent au XVe siècle.
Son activité est attestée jusqu'en 1861. Mais il semble qu'elle se soit définitivement arrêtée en 1875 (comme celle des moulins voisins de Muids et de Connelles) à la suite de la construction du barrage de Poses, l'année précédente, qui a fait remonter de 1,20 m le niveau de l’eau du fleuve.
Dans la première moitié du XXe siècle, le moulin appartient au constructeur automobile Louis Renault et est incorporé à son domaine agricole.

### Centre culturel (XXeetXXIesiècles)
En 1949, Suzanne Lipinska reçoit, par son père (alors propriétaire), le domaine en cadeau de mariage. Elle s'y installe en 1957 avec ses trois enfants et décide d’en faire un espace destiné à la création artistique. Elle déclare d'ailleurs : « J'étais sensible depuis toute petite aux écrivains et à la musique. J’ai senti que le moulin avait un potentiel pour les artistes, c’est un lieu d’inspiration ».
En 1962, elle crée, avec Maurice Pons et certains de ses amis, l’Association culturelle du Moulin d’Andé dans le but d'encourager le développement des arts, des lettres et de l'artisanat (accueil de créateurs de toutes disciplines et organisation de manifestations culturelles),.
Durant les décennies qui suivent, le moulin accueille des intellectuels et des écrivains (Maurice Pons qui y a vécu jusqu'à sa mort en 2016, René Depestre, Eugène Ionesco, Richard Wright, René de Obaldia, François-Régis Bastide, Patrick Rambaud, Jean Lacouture, Georges Perec) ainsi que des réalisateurs qui viennent y écrire ou tourner leur film (François Truffaut, Louis Malle, Alain Cavalier, Jean-Paul Rappeneau ou Robert Enrico). Truffaut y a notamment tourné certaines scènes des 400 coups et de Jules et Jim, et Cavalier Le Combat dans l'île.
Au cours des années 1980, l’association s’ouvre à la musique en organisant des concerts et des master classes de musique classique. Désormais, chaque année, le moulin accueille plus d’une centaine de concerts et de spectacles.
En 1998 est créé le Centre des écritures cinématographiques (Céci), qui compte aujourd'hui plus de 400 projets soutenus et de nombreux artistes accueillis en résidence.
Enfin, l'été, le moulin accueille l'Académie internationale de musique qui permet à des musiciens d'approfondir leurs connaissances musicales sous la direction de professionnels,.
Par ailleurs, parallèlement à ces différentes entreprises, le Moulin a été restauré et réaménagé : des chambres ont été aménagées dans les dépendances, l'orangerie est devenue un théâtre, des salles ont été créées au sein de l'étable, de l'écurie et de la remise afin d'accueillir colloques, séminaires ou réceptions privées. Il compte aujourd'hui une salle de la meule, un théâtre, une orangerie, 35 chambres, 6 salles de réunion, un salon de café, une bibliothèque, une filmothèque, etc. auxquels s'ajoute un parc de plus de 15 hectares.

## Architecture

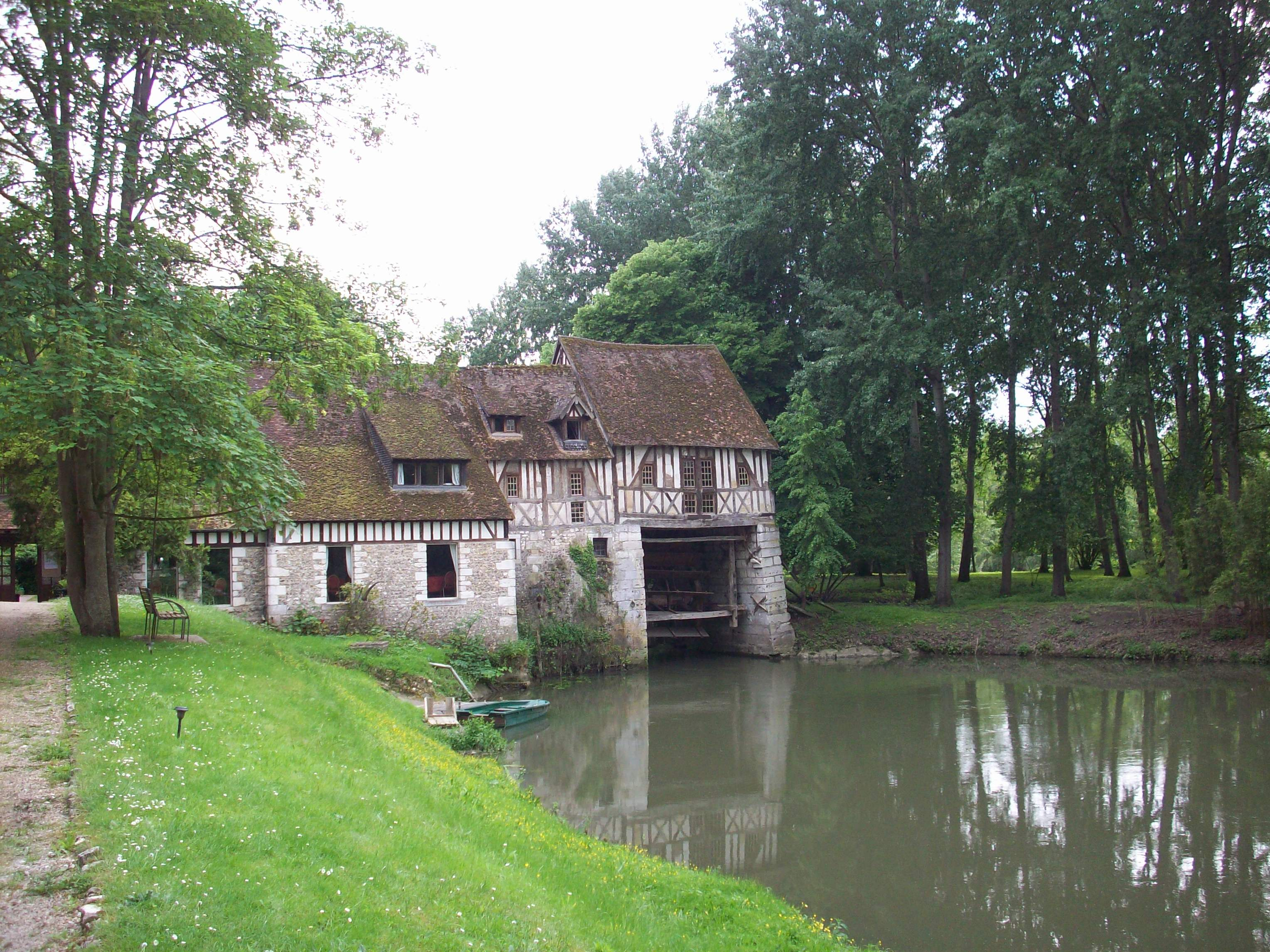

Le moulin d'Andé est une construction en pans de bois édifiée sur deux piles en pierre de taille. Il est de type dit à roue pendante, c'est-à-dire que la roue à aubes est installée sous le plancher du moulin et immergée dans le lit du fleuve. Elle est placée dans un cadre horizontal porté par des tirants verticaux. Ceux-ci coulissent à travers l'épaisseur du plancher grâce à des vérins de bois à vis permettant ainsi de relever ou d'abaisser la roue selon le niveau du cours d'eau. 
Le moulin est prolongé, d'abord au sud-est, puis au nord-est, par une longue enfilade de bâtiments construits selon la même architecture (en torchis à ossature bois). Le premier de ces bâtiments, accolé directement au moulin, est la maison du meunier.
Le moulin d'Andé représente un exemple unique en France, ainsi qu'en Europe occidentale, de ce type de moulin. Son très bon état de conservation en renforce le caractère exceptionnel. En effet, outre la roue, le moulin a conservé sa chambre des meules avec l'ensemble du mécanisme, essentiellement en bois : vérins à vis, tirants, arbre, grande roue dentée, et les meules sur leur estrade.

## Protections - label
Les deux piles sur lesquelles repose le moulin ainsi que les éléments subsistants de la maison du meunier font l'objet d'une inscription  au titre des Monuments historiques par un arrêté du 6 février 1995. Quant au moulin et à son mécanisme, ils font l'objet d'un classement par un arrêté du 12 octobre 1995. 
Par ailleurs, le moulin est compris dans le périmètre des sites naturels inscrits dits du Moulin d'Andé, d'une part, et des falaises de l'Andelle et de la Seine, d'autre part.
Enfin, le parc du moulin en totalité avec la clôture, l'ensemble des aménagements de jardins (rocailles, murs de soutènement, kiosques, belvédères, ponts, escaliers, serres, embarcadère, etc.), l'orangerie dans ses dispositions d'origine, les plantations et les sols de nombreuses parcelles font l'objet d'une inscription par un arrêté du 16 mai 2008. Le label « Patrimoine du XXe siècle » y est accordé à ce seul titre.